# Хёйсум, Ян ван
Ян ван Хёйсум Младший (нидерл. Jan van Huysum; 15 апреля 1682, Амстердам — 8 февраля 1749, Амстердам) — голландский «живописец цветов и фруктов». Представитель большой семьи живописцев из Амстердама в жанре натюрморта.

## Жизнь и творчество
О жизни Яна ван Хёйсума известно немногое. Его отец Юстус ван Хёйсум (1659—1716) был известным в Амстердаме «живописцем цветов и фруктов». Его единокровные братья, Юстус Младший, Якоб и Михил, также были живописцами натюрмортов.
В 1704 году Ян ван Хёйсум женился на Маргриете Схутен. Он работал в мастерской отца с 1701 года. После его смерти в 1716 году он быстро приобрёл репутацию самостоятельного художника. Его привычка сочетать в букете цветы разных сезонов свидетельствует о том, что он не просто копировал то, что видел перед собой, а строил свои картины на основе продуманного плана. Он также написал несколько итальянских пейзажей, но именно цветочные натюрморты завоевали ему европейскую славу и сделали его хорошо оплачиваемым художником.
Ван Хёйсум делал много рисунков, обычно композиционных, но также и отдельных цветов. Эта привычка побудила его проводить большую часть лета в Харлеме, который тогда был известен как центр садоводства. История гласит, что ван Хёйсум вёл уединенный образ жизни и, опасаясь плагиата, запретил всем, включая своих братьев, доступ в свою мастерскую. Маргарета Хаверман была его единственной ученицей, но и то недолго.
Среди его покровителей были принц Уильям Гессен, герцог Орлеанский, короли Польши и Пруссии, курфюрст Саксонии, сэр Роберт Уолпол, граф Орфордский. О прижизненной популярности художника свидетельствует тот факт, что на состоявшемся вскоре после смерти художника аукционе его четыре пейзажные акварели были проданы за 1032 флорина, а живописный цветочный букет — за 1245 флоринов, в то время как за «Голову старика» Рембрандта, две картины Яна Стена, натюрморт Виллема ван Алста и картину Альберта Кейпа было уплачено соответственно всего 25, 30, 19 и 13 флоринов.
Цветочные натюрморты Яна ван Хёйсума можно разделить на две группы: одни из них, ранние, написаны на тёмном фоне, другие — на светлом, что требует особенного мастерства тональной моделировки.

 «Роскошные букеты Яна ван Хёйсума, созданные в период, когда завершался „золотой век“ голландской живописи, предназначались для украшения парадных помещений в богатых домах. Тонкая красочная нюансировка, эмалевый блеск фактуры и декоративное распределение красочных пятен этих картин создают светлое радостное настроение. О мажорном восприятии бытия в подобных работах можно судить по последнему полотну, где на тулове вазы, рядом с изображением женщины с лилиями в руке начертано изречение из библии на голландском языке: „Посмотрите на полевые лилии, как они растут: ни трудятся, ни прядут“».
Особенности живописной манеры Яна ван Хёйсума хорошо видны на парных картинах «Цветы» (1722) и «Цветы и плоды» (1723), выполненных по заказу лорда Уолпола и находящихся в санкт-петербургском Эрмитаже.

 «В своих выдержанных в светлых тонах букетах он достигает большой силы красочных звучаний. Особенно характерна в этом отношении картина „Цветы и плоды“ (1723), где наряду со светлой гаммой цветов, определяющей колорит, в нагромождении фруктов внизу и изысканном узоре изгибающихся лоз вверху чувствуется тонкий художественный расчет мастера позднего натюрморта. Тщательность выполнения и светлый красочный аккорд картин Хейсума, который, подобно Яну Давидсу де Хему, использовал все возможности передачи букетов в светлом окружении, изменил самый характер натюрморта».
Высоко ценил творчество художника Иоганн Вольфганг фон Гёте:

 «Естественный свет не только охватывает все части предметов, но и через световые отражения придает им ясность и отчетливость. Такой подход особенно действенен при написании тонких ветвей, игл хвойных растений или самих цветов, не имеющих широкого сплошного силуэта. При этом все части, благодаря краскам и китайской туши, отодвигаются друг от друга и располагаются уступами, создавая перед нами эффект самой действительности. Каждая краска, даже самая светлая, темнее, чем белая бумага, и обладает тем не менее тем же свойством, что и эффекты света и тени, которые зрительно отодвигают части картины друг от друга и от переднего плана».
Ян ван Хёйсум оказал влияние на творчество художника Арнольдуса Блюмерса. Некоторыми из его последователей были Иоганнес де Босх, Иоганнес Кристианус Рёдиг, Ян ван Ос и его сын Георгиус Якобус Йоханнес ван Ос, братья Герард и Корнелис ван Спендонк и Вибранд Хендрикс.

## Галерея

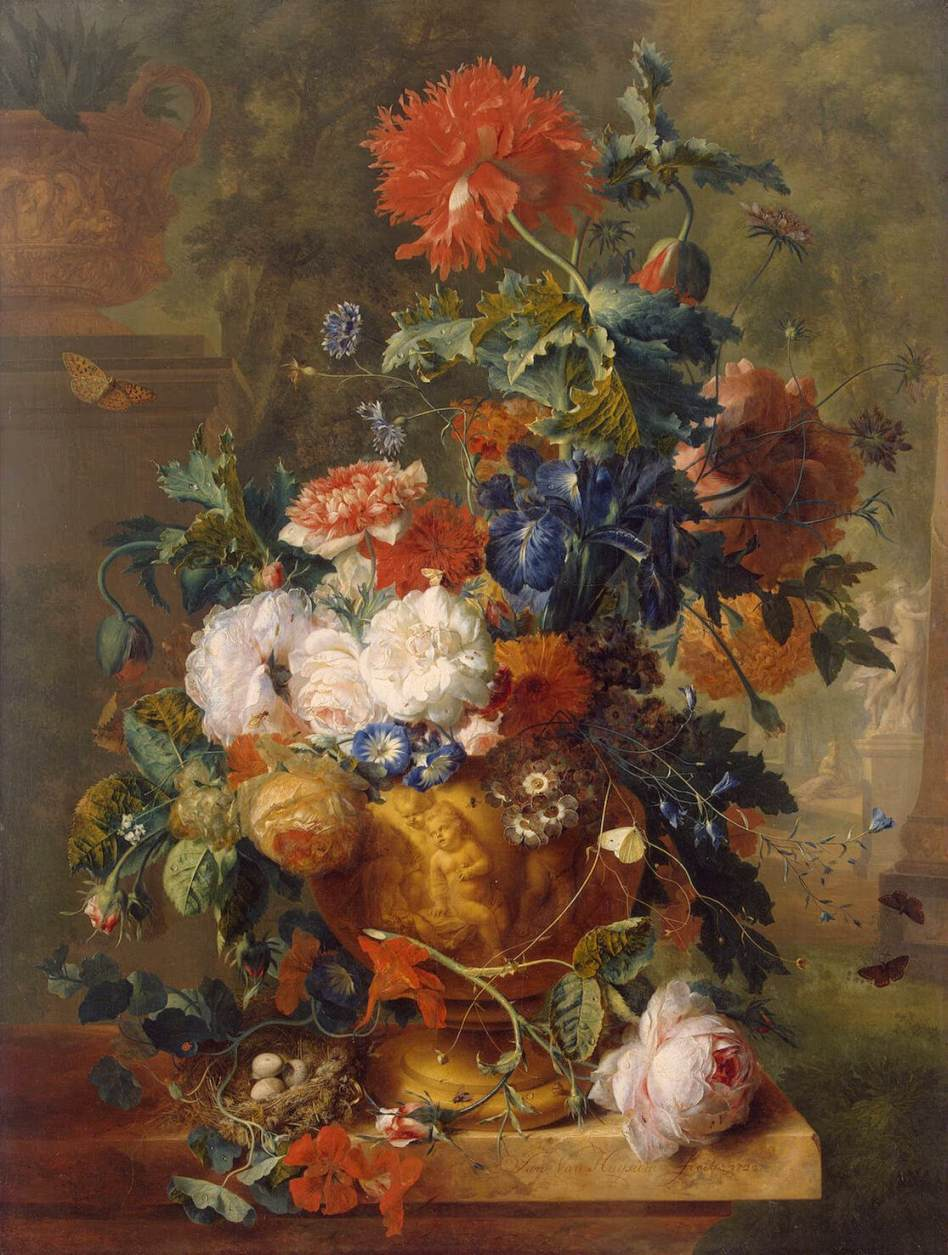
Цветы. 1722. Холст, масло (переведено с дерева). Государственный Эрмитаж, Санкт-Петербург
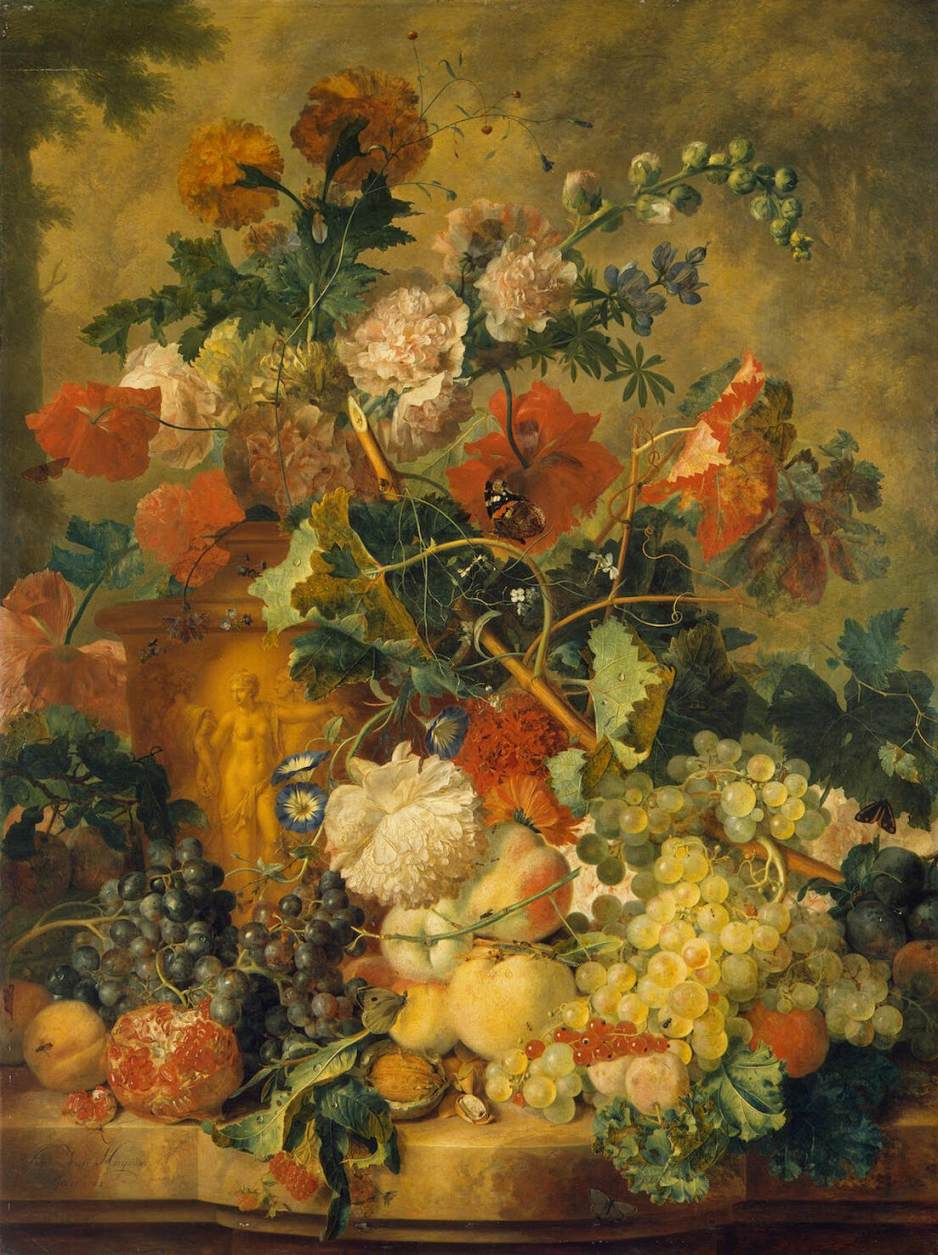
Цветы и плоды. 1723. Дерево, масло. Государственный Эрмитаж, Санкт-Петербург
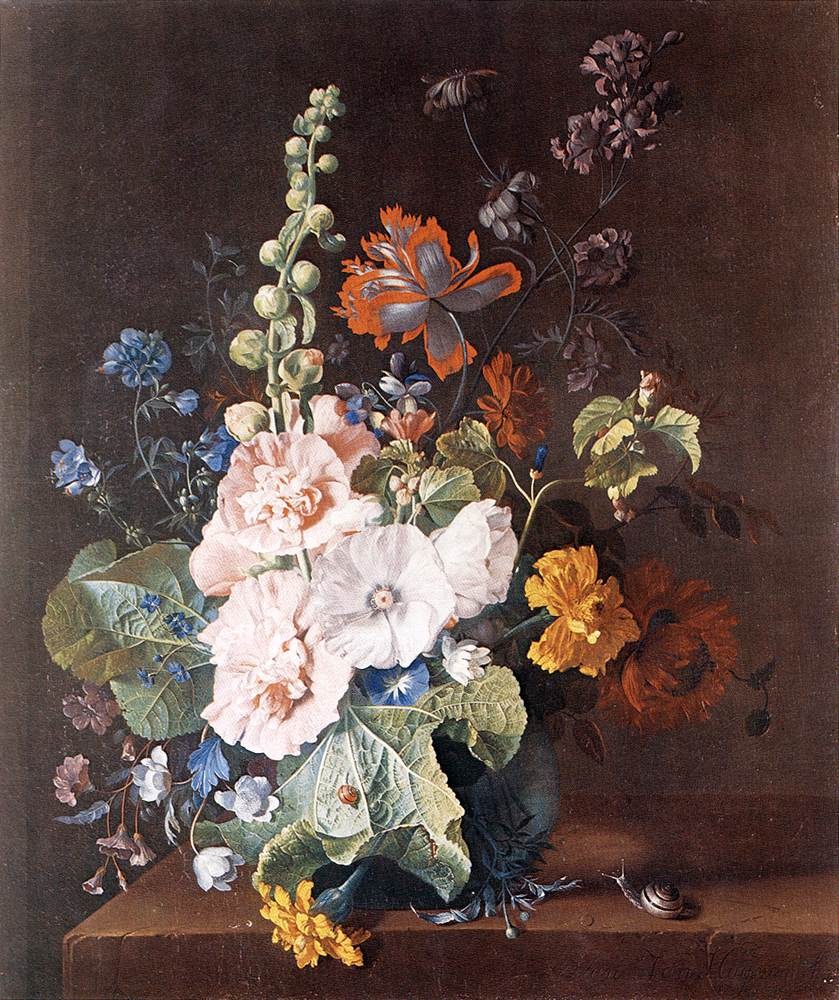
Мальвы и другие цветы в вазе. Ок. 1710. Холст, масло. Национальная галерея, Лондон
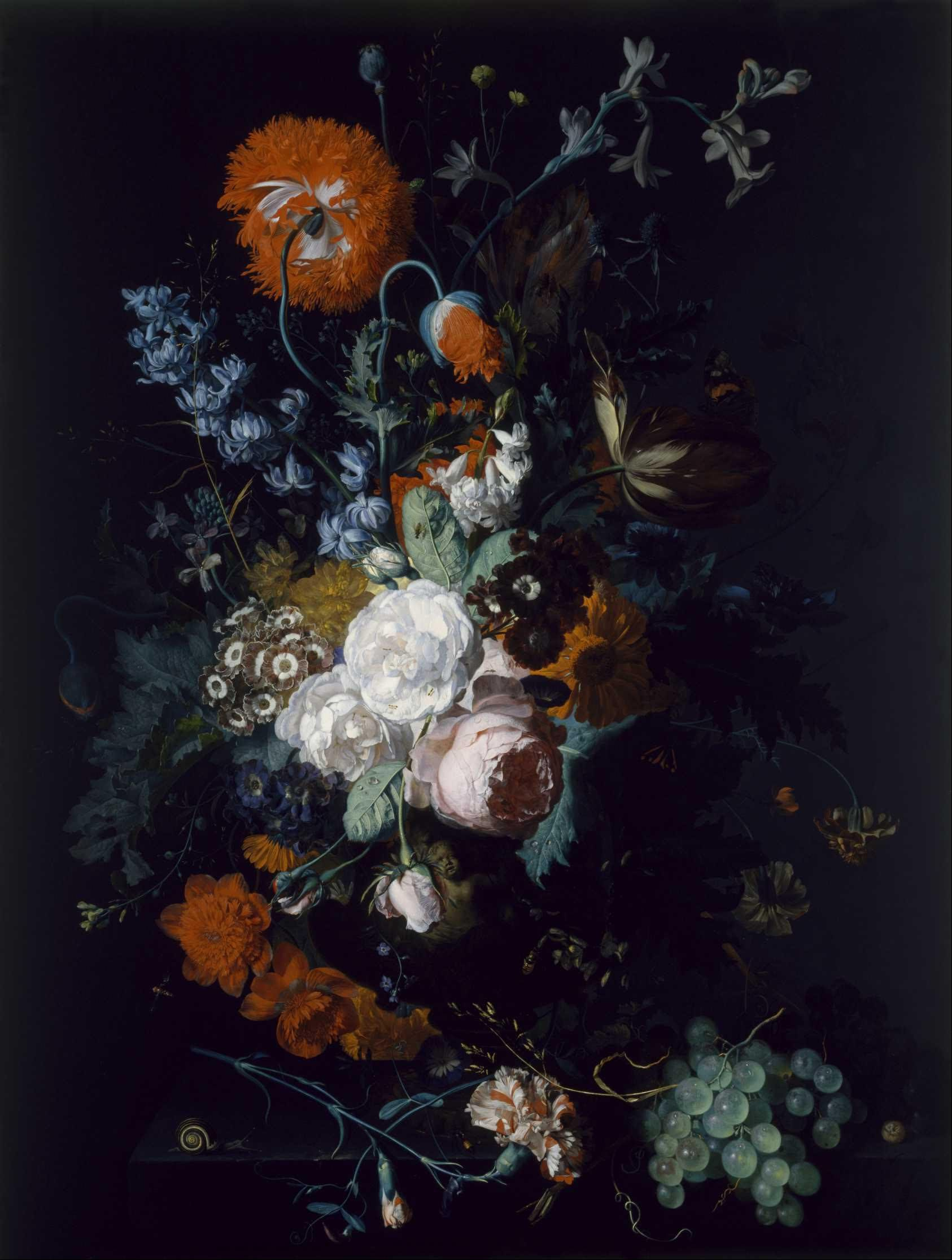
Цветы и фрукты. Ок. 1716. Дерево, масло. Музей изящных искусств, Хьюстон, Техас, США
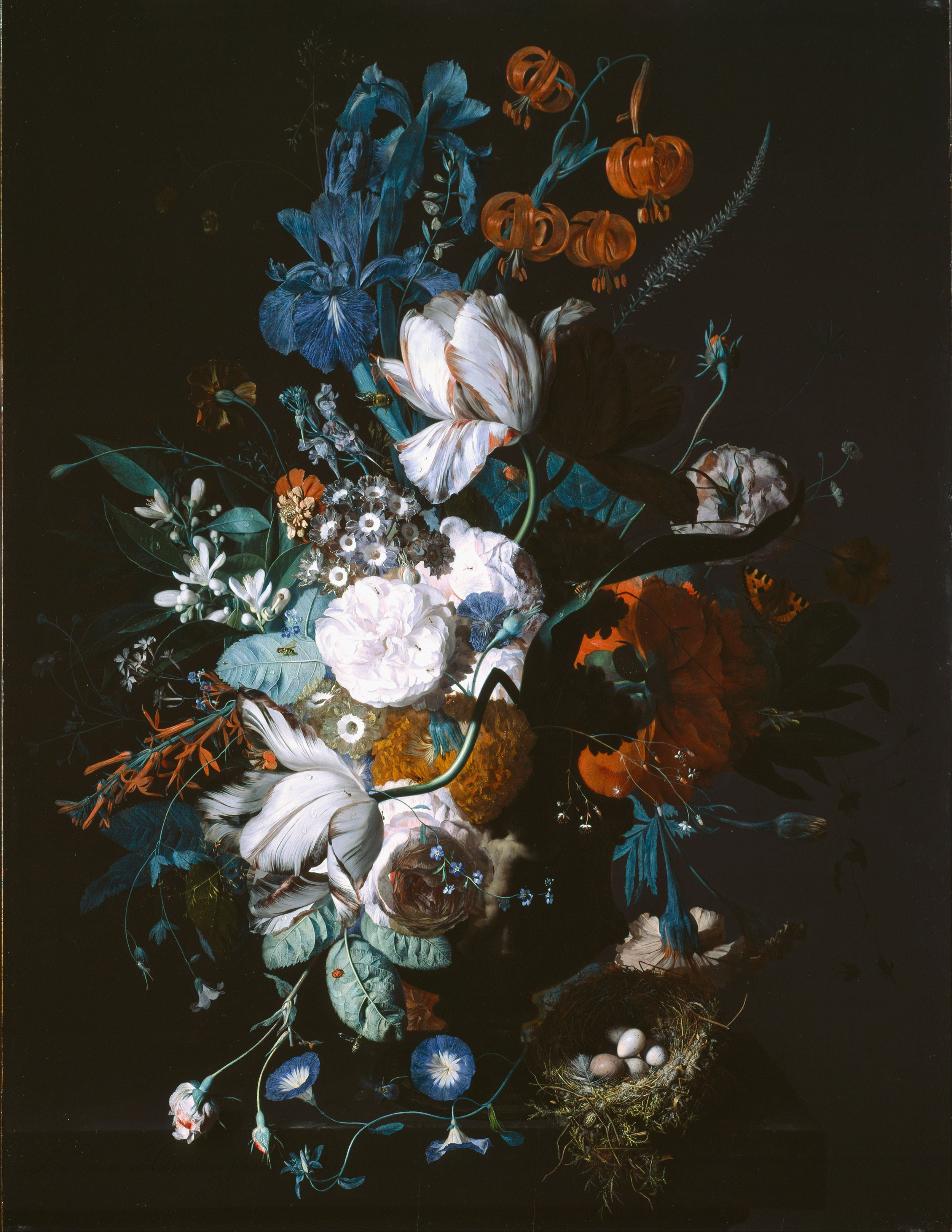
Ваза с цветами. Ок. 1720. Дерево, масло. Далиджская картинная галерея, Лондон
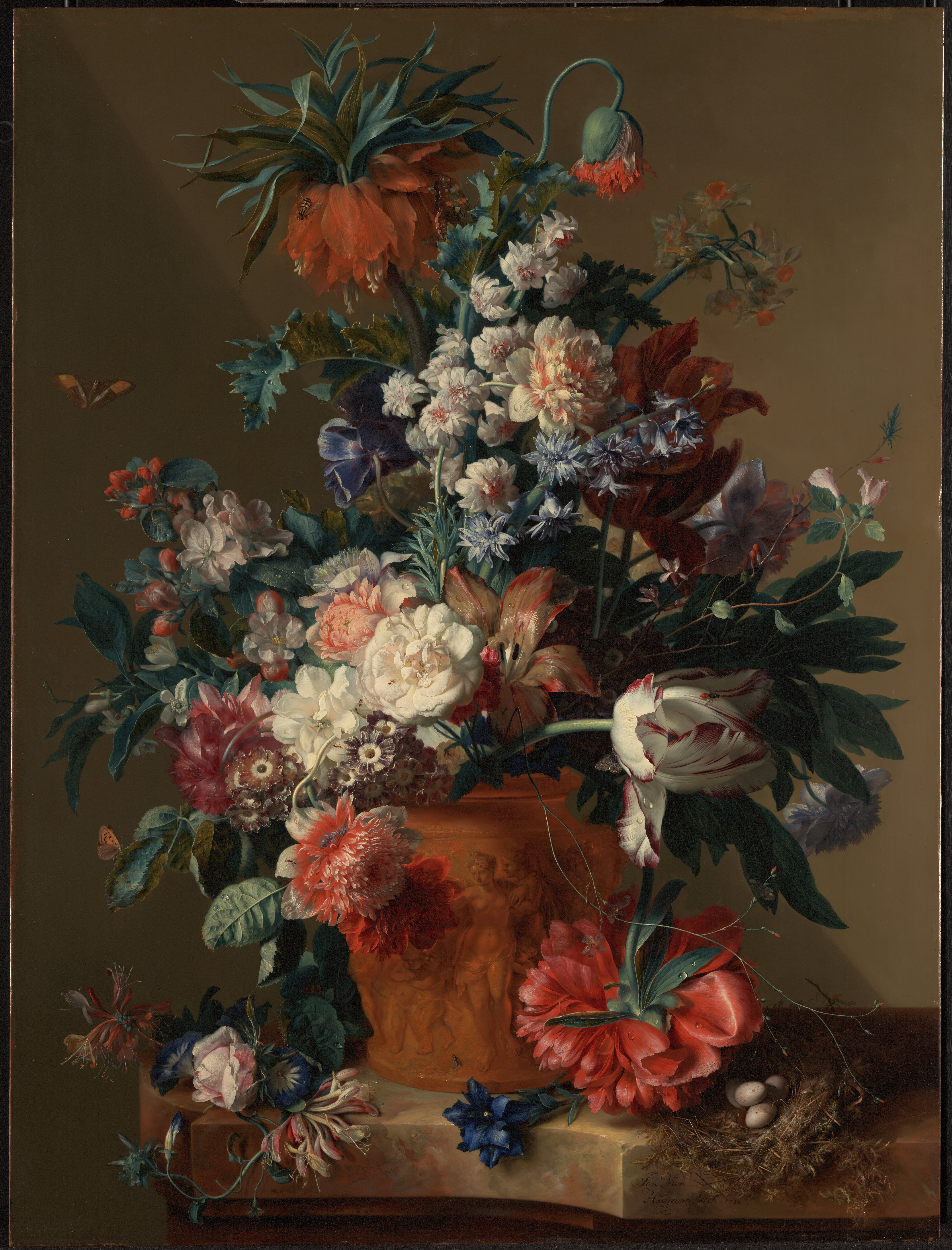
Ваза с цветами. 1722. Дерево, масло. Центр Гетти, Лос-Анджелес
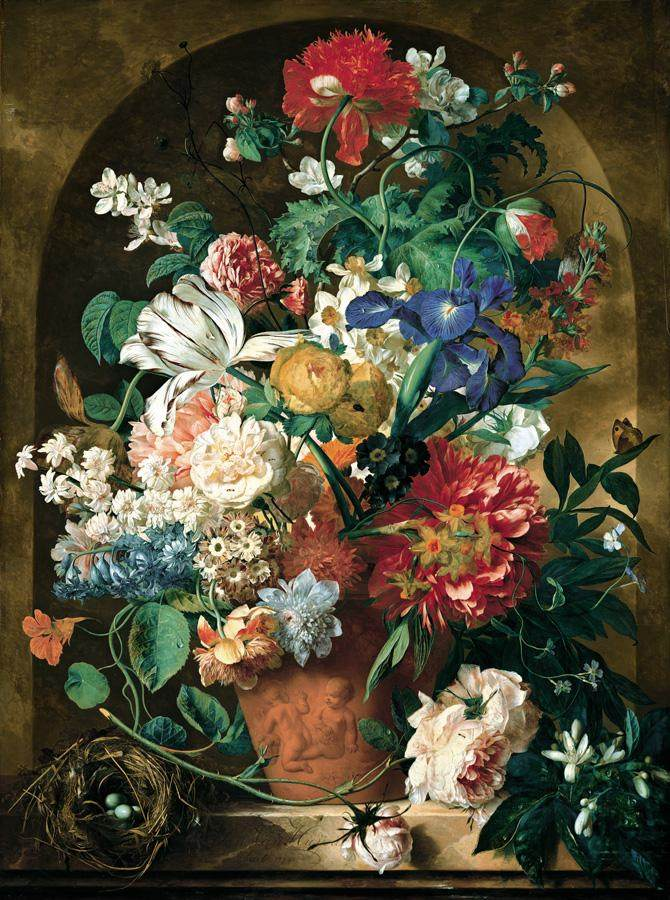
Цветы. 1734. Дерево, масло. Частное собрание
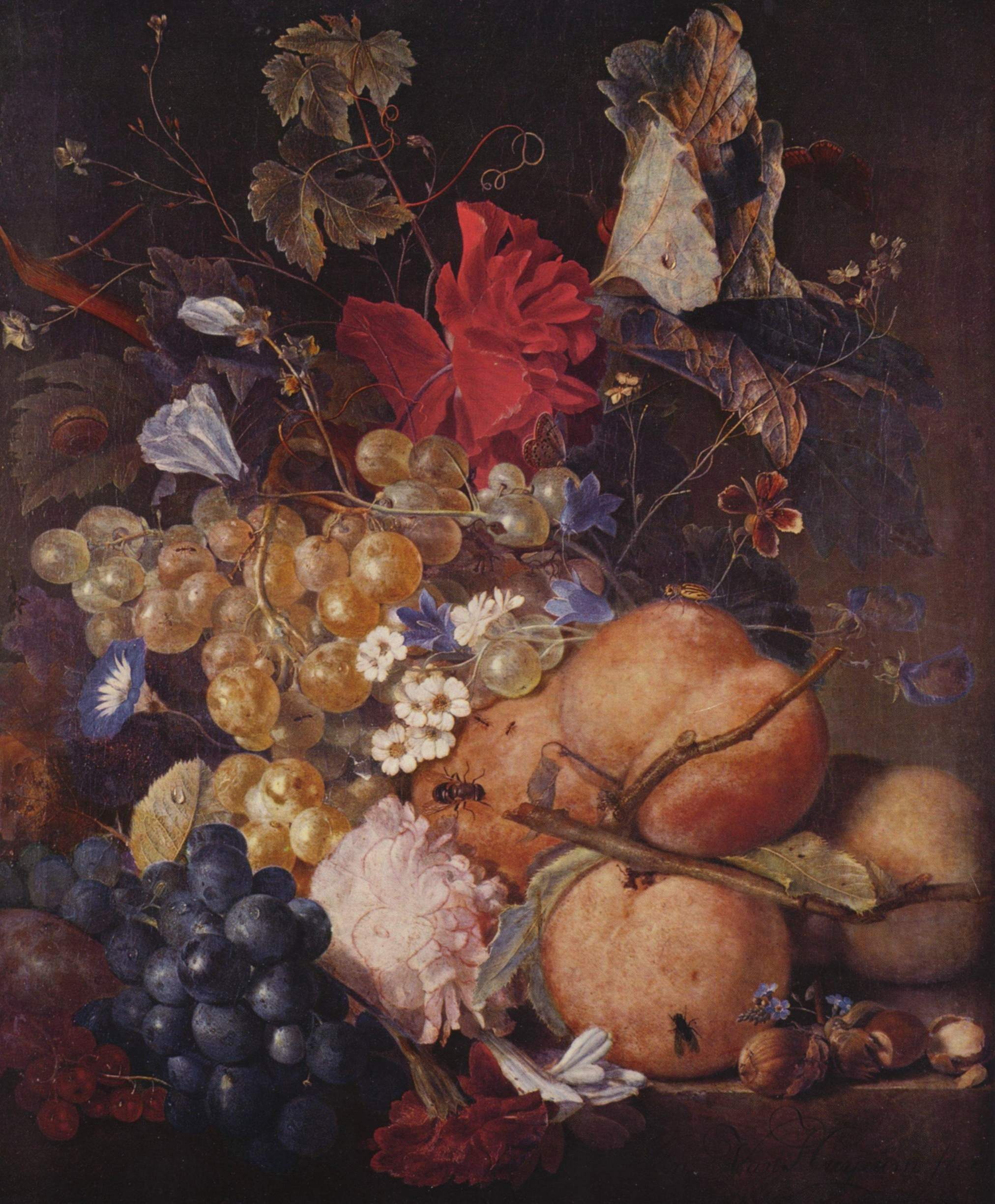
Фрукты, цветы и насекомые. 1735. Дерево, масло. Старая пинакотека, Мюнхен
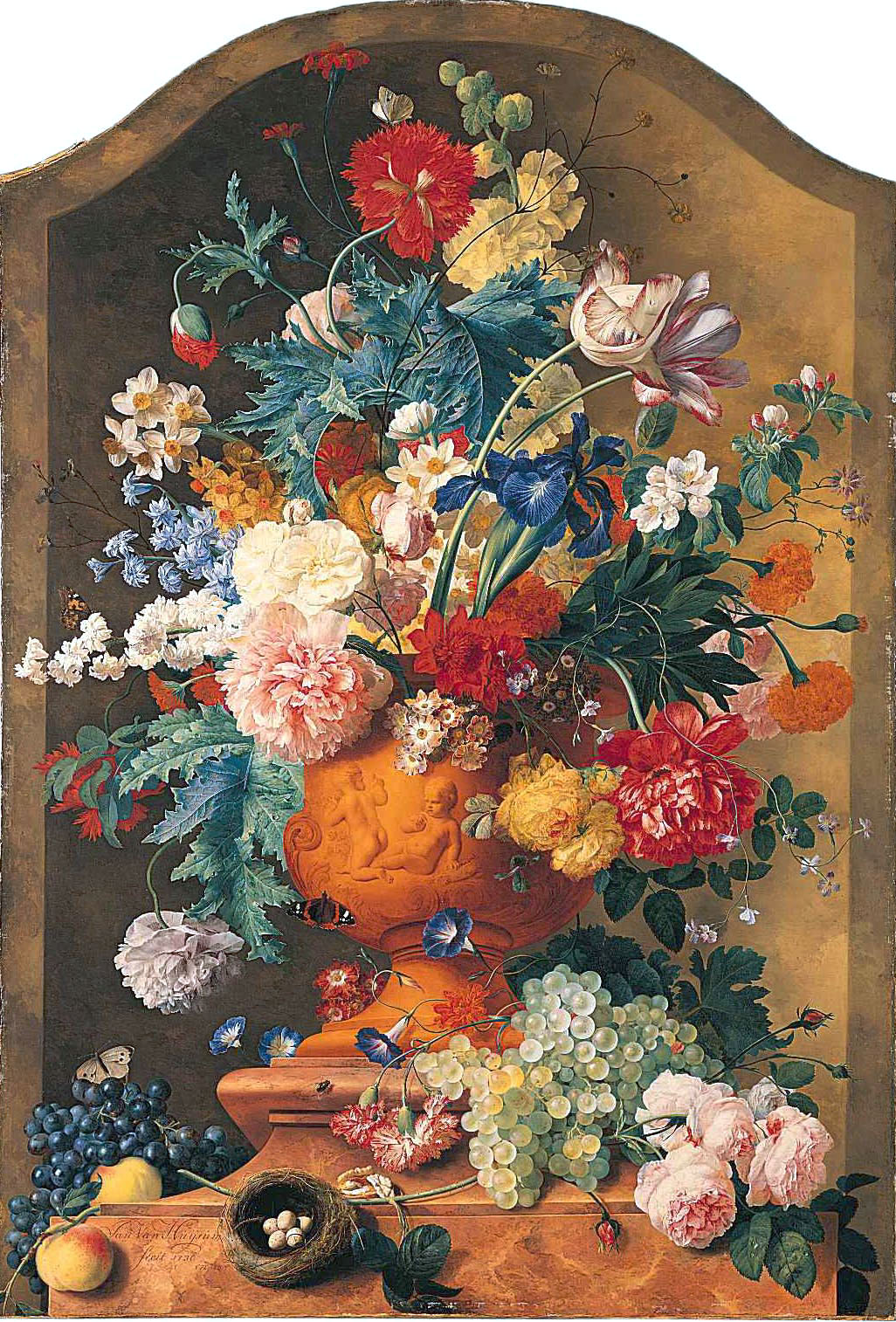
Цветы в терракотовой вазе. 1736. Холст, масло, Национальная галерея, Лондон